# Louis-Étienne Ricard
Louis-Étienne Ricard (Marsella, 10 de de julio de 1740-Nimes, 6 de enero de 1814) fue un político francés.

## Biografía
Fue diputado del Tercer Estado a los Estados Generales de 1789 de la senescalsia de Nîmes y Beaucaire. Vivió en Mas de Bord, en Aimargues, y fue concejal de ese pueblo de 1800 a 1805.
Esposo de Julie Ginhoux de Saint-Vincent, tiene dos hijos, François-Isidore y Maxime.

## Publicaciones
- Louis-Étienne Ricard, Tableau des systèmes philosophiques et politiques du dix-huitième siècle tiré de l'aspect des lois